# Roman Fetissow
Roman Fetissow (russisch Роман Фетисов; * 9. Dezember 1983 in Leningrad, Sowjetunion) ist ein ehemaliger russischer Squashspieler.

## Karriere
Roman Fetissow spielte 2006 erstmals auf der PSA World Tour und nahm seitdem vereinzelt an Turnieren der Tour teil. Seine höchste Platzierung in der Weltrangliste erreichte er mit Rang 308 im März 2007. Für die russische Nationalmannschaft gab er 2004 bei der Europameisterschaft sein Debüt und belegte mit ihr Rang 23. Bis 2018 gehörte er sechs weitere Male zum EM-Kader. Im Einzel stand er 2007 im Hauptfeld und schied in der ersten Runde gegen Márk Krajcsák aus. 2011, 2017 und 2018 wurde er Russischer Meister.

## Erfolge
- Russischer Meister: 3 Titel (2011, 2017, 2018)